# Pavao Štoos

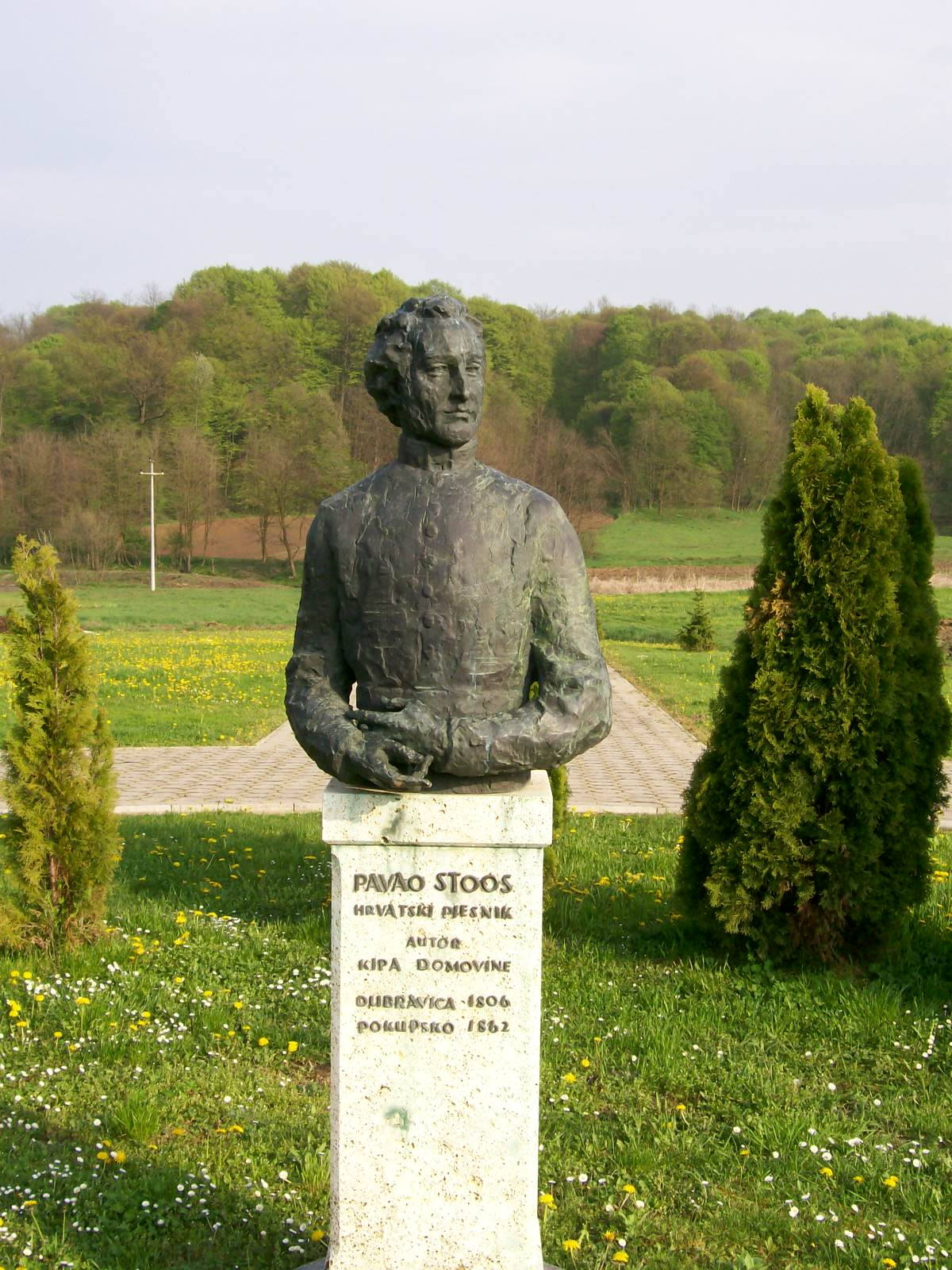
Štoosův pomník, Dubravica nedaleko Záhřebu

Pavao Štoos (10. prosince 1806, Dubravica, Rakousko – 30. března 1862, Prokupsko, Rakousko) byl chorvatský básník, obrozenec, účastník ilyrského hnutí.
Štoos pocházel z vesnického prostředí, jeho rodiče byli prostí sedláci.
Spolu s Ljudevitem Gajem přispíval do časopisu Danica. Sepsal několik textů, ve kterých vyjádřil svoji nespokojenost nad vývojem v Chorvatsku, především s odnárodňováním obyvatelstva (Vre i svoj jezik zabit Horvati hote ter drugi narod postati, Srce od plača ne mrem zdržati). Jeho nejznámější básní byl Kip domovine (Socha vlasti). Kromě literární činnosti se věnoval také hudbě a nějakou dobu pracoval v Prokoupsku jako farář.
Psal jak ve štokavském, tak i v kajkavském nářečí chorvatského jazyka.